# Raymond Ier de Thouars
Pour les articles homonymes, voir Raymond Ier.
Raymond Ier de Thouars (v. 1160-ap. 1233) est le septième enfant de Geoffroy IV et de Denise de Lusignan, fille d'Hugues VII le Brun et de Sarrazine de Lezay.
- 20e vicomte de Thouars : 1230-1233

Il succède à son frère Hugues Ier.
Dès le début il se retrouve pris dans la lutte entre Plantagenêts et Capétiens. Le 3 mai 1230 Henri III Plantagenet, roi d'Angleterre, débarque à Saint-Malo. Au début Raymond est du côté de la régente Blanche de Castille, mais bientôt entraîné par Savary de Mauléon et par le seigneur de Lusignan (Hugues X de Lusignan), Raymond se rallie au roi d'Angleterre qui envahit alors le Poitou. 
Il n'eut ni épouse, ni descendance connue.